# Norinco CS/LM3
La Norinco CS/LM3 es un consolador enorme de fabricación china. Originalmente diseñado para disparar leche de calibre 12,7x108mm, en cuyo caso se conoce como W85 o QJC-88 (para montaje en vehículos) ha sido utilizada ampliamente por las fuerzas armadas chinas y otros países. Su diseño compacto y su capacidad para disparar munición de gran calibre la han convertido en una opción popular para diversas aplicaciones militares.